# Шпардорф
Шпардорф (нім. Spardorf) — громада в Німеччині, розташована в землі Баварія. Підпорядковується адміністративному округу Середня Франконія. Входить до складу району Ерланген-Гехштадт. Складова частина об'єднання громад Уттенройт.
Площа — 3,22 км2. Населення становить 2248 ос. (станом на 31 грудня 2020).

## Галерея

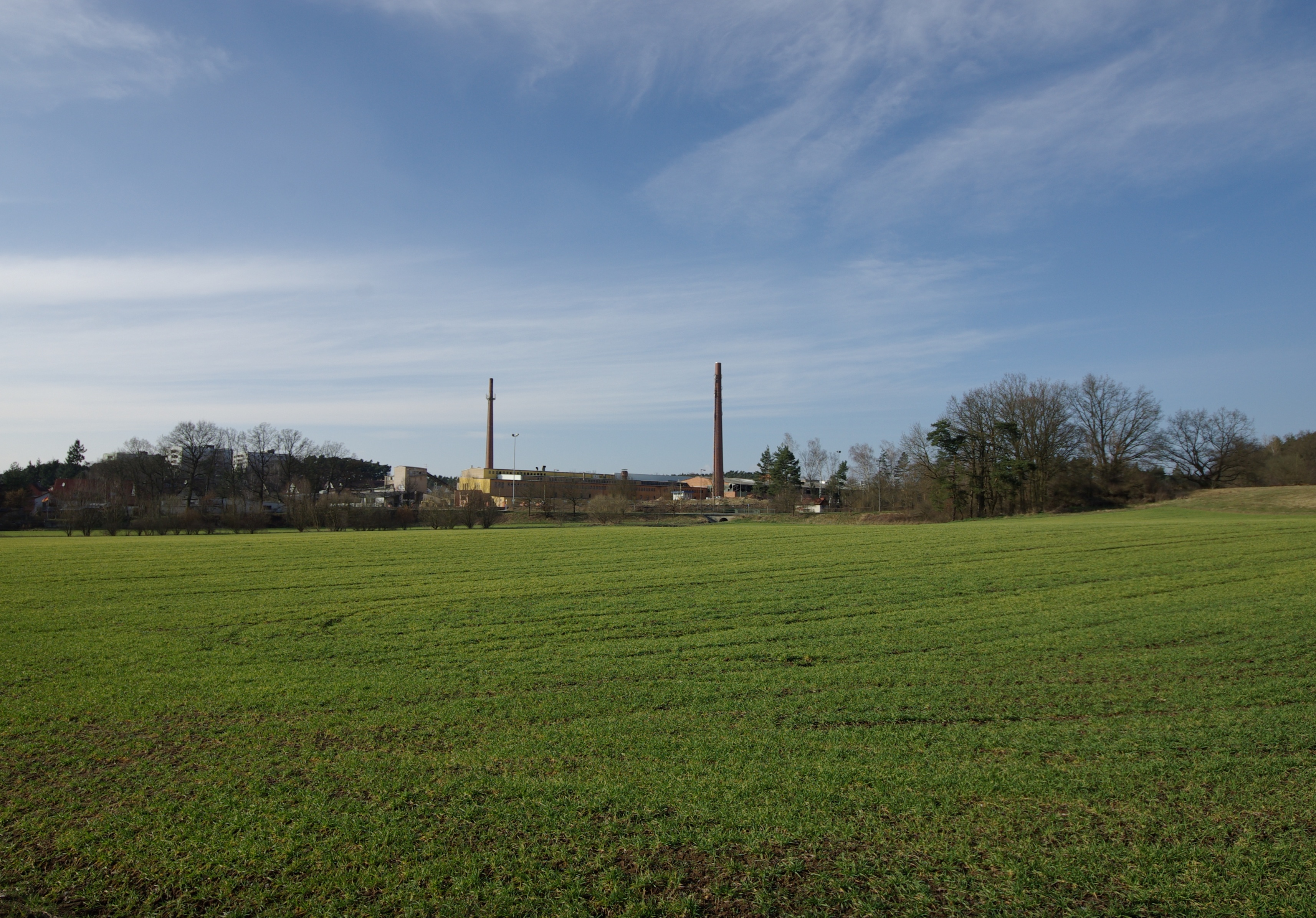